# Итальянское социальное движение
Итальянское социальное движение (итал. Movimento Sociale Italiano, MSI), с 1972 года Итальянское социальное движение — Национальные правые (итал. Movimento Sociale Italiano - Destra Nazionale, MSI-DN) — неофашистская организация, впоследствии национально-консервативная политическая партия в Италии 1946—1995 годов. Основана группой ветеранов фашистской партии Бенито Муссолини и Итальянской социальной республики. Первоначально лидерами MSI являлись Артуро Микелини, Джорджо Альмиранте и Пино Ромуальди. В 1972 году MSI объединилась с Итальянской демократической партией монархического единства и приняла название Итальянское социальное движение — Национальная правая (MSI-DN). Партия играла видную роль в политической жизни Первой республики. Прекратила существование 27 января 1995 года. Трансформировалась в самостоятельные правоконсервативные и праворадикальные объединения.

## Образование и становление
Организационную основу MSI создали разрозненные группировки («Фронт рядового человека», «Трудовой фронт», «Социальная автономия», «Движение восстания»), сохранившие верность идеологии фашизма после поражения во Второй мировой войне. 3 декабря 1946 года их представители собрались в Риме под руководством Микелини, Альмиранте и Ромуальди. Было принято принципиальное решение о слиянии в единую партию неофашизма.
26 декабря 1946 года состоялось официальное учреждение партии MSI. Партия признала основы конституционного строя, но сделала заявку на возрождение таких принципов фашистского режима, как национализм, корпоративизм и максимально жёсткий антикоммунизм.
Первым национальным секретарём партии стал Джисинто Тревисонно. 15 июня 1947 года он уступил должность Джорджо Альмиранте. В сентябре под его руководством неофашистская партия добилась некоторого успеха на выборах в муниципалитет Рима. В 1948 году неофашисты провели шестерых депутатов на первых выборах в парламент Италии.
На первом съезде MSI в июне 1948 года была сформулирована позиция партии в отношении исторического фашизма: «Не отрицать и не реставрировать». Поднимались на щит традиционные социальные ценности. Неофашисты отвергали принципы послевоенного урегулирования как унизительные для Италии. Они настаивали на переходе от парламентской республики к авторитарной президентской системе. В социально-экономической сфере предлагалось развивать корпоративные отношения на предприятиях и государственные социальные программы. Либеральные принципы свободного рынка партия отвергала.
С самого начала в партии обозначился раскол между относительно умеренными сторонниками Микелини и национал-революционерами, группировавшимися вокруг Альмиранте. Представители радикального крыла в конце 1940-х годов подвергались полицейским преследованиям. Результатом стало отстранение Альмиранте с секретарского поста, который занял Аугусто Де Марсанич — сторонник альянса с правыми христианскими демократами и проамериканской внешней политики.
В начале 1950-х годов MSI демонстрировала быстрый рост поддержки в аграрных областях Юга Италии (на промышленном Севере поддержка была заметно меньшей). Партийное руководство блокировалось с правым крылом ХДП на основе правокатолической идеологии Луиджи Стурцо.

## «Эра Микелини»
В 1954 году национальным секретарём MSI стал Артуро Микелини, взгляды которого скорее соответствовали крайнему консерватизму, нежели фашизму. Микелини стремился к полной интеграции в республиканскую политическую систему. Основным полем партийной деятельности он считал парламент. Микелини настоял на поддержке НАТО, что являлось принципиально неприемлемым для последовательных фашистов, в равной мере враждебных СССР и США — «двум ялтинским хищникам». Революционные национал-синдикалисты и ультраправые радикалы, верные романтической фашистской традиции 1920-х годов, требовали заменить Микелини на Альмиранте.
Наиболее жёсткую позицию заняли молодые активисты Пино Раути и Стефано Делле Кьяйе. В 1956 году они вышли из MSI. Ранее, в 1954 Раути основал «Центр исследований Нового порядка» (Centro Studi Ordine Nuovo, CSON), разработки которого впоследствии повлияли на террористическую организацию «Новый порядок» (Ordine Nuovo). Делле Кьяйе в 1960 году создал Национальный авангард (Avanguardia Nazionale) — ударную силу уличного неофашизма. В 1957 году организатор неофашистских профсоюзов Эрнесто Масси также оставил MSI, учредив Национальную партию труда.
Позиции Микелини оказались резко подорваны в 1960 году, когда христианско-демократическое правительство Фернандо Тамброни, несмотря на поддержку парламентской фракции MSI, отказало неофашистам в проведении съезда в Генуе под давлением левых протестов. Массовые беспорядки в этой связи привели к отставке Тамброни. Умеренный курс Микелини оказался дискредитирован. В MSI усилилась радикальная оппозиция.
Ф. Тамброни: Дорогой Артуро…

А. Микелини: Какой я вам Артуро?! Называйте как положено — «депутат Микелини»! Мы отменим съезд, но не ждите больше нашей поддержки!

Политический кризис 1960 года привёл к изоляции неофашистов. MSI было выведено из круга «конституционных партий» и отсечено от парламентских консультаций. Однако в 1963 году Микелини снова одержал победу над Альмиранте при выборах национального секретаря. Идеолог «исконного фашизма» Пино Ромуальди ультимативно требовал ухода Микелини. Вокруг Альмиранте консолидировалась разношёрстная коалиция, от парламентских монархистов и правых республиканцев до уличных боевиков-авангардистов. Однако Микелини оставался партийным лидером до своей кончины.

## «Эра Альмиранте»
Артуро Микелини скончался в 1969 году. Национальным секретарём был вновь избран Джорджо Альмиранте, выступавший под радикальными антисистемными и антикоммунистическими лозунгами. Участник уличных драк с коммунистами, Альмиранте пользовался высоким доверием ультраправой молодёжи. В MSI вернулся и Пино Раути вместе с группой ультраправых из «Нового порядка». Одновременно неудача «заговора Боргезе» вынудила к эмиграции Стефано Делле Кьяйе.
Летом 1970 года MSI приняло активное участие в правопопулистском восстании в Реджо-ди-Калабрия, во главе которого стоял неофашист Чиччо Франко. Восстание удалось подавить только на следующий год при помощи армейских частей, оснащённых бронетехникой. Популярность MSI значительно возросла. В феврале 1972 года неофашисты объединились с монархистами в MSI-DN. Это усилило поддержку в офицерском корпусе и правоохранительных органах. На выборах того же года партия достигла пика своего влияния.
1970-е годы ознаменовались в Италии мощным всплеском уличного насилия и терроризма. Руководство MSI-DN во главе с Альмиранте занимало относительно умеренную позицию, поддерживая антитеррористическую политику властей. Это вызвало резкий отток молодых радикалов и боевиков. С другой стороны, это же привлекало симпатии консервативных обывателей и убеждённых государственников из военно-полицейской и чиновной среды. Пино Ромуальди и Пино Раути вновь требовали радикализации курса, тогда как Джорджо Альмиранте фактически возродил политику Микелини.
Основной электорат MSI-DN ориентировался на фашистский радикализм, поэтому парламентские выборы 1976 года показали падение популярности партии. Наиболее активные неофашисты стали примыкать к нелегальным террористическим организациям. Оформился раскол на четыре основных течения:
- сторонники «центристского» курса Альмиранте (радикализм в теории, парламентский прагматизм на практике)
- группа Пино Ромуальди («народные правые» — традиционные фашисты)
- национал-демократы Эрнесто де Марцио (продолжатели курса Микелини)
- движение «Линия будущего» (Futura Line) во главе с Пино Раути (радикальные неофашисты).

На съезде 1977 года Альмиранте с помощью своих ораторских способностей и закулисных интриг сохранил за собой лидерство и обеспечил проведение своего курса.
На рубеже 1976—1977 Фракция де Марцио (к ней принадлежал, в частности, лидер неофашистских профсоюзов Джованни Роберти) откололись от MSI. На её основе 20 января 1977 года была создана самостоятельная национал-демократическая партия правых консерваторов. Их привлекала партийная модель республиканцев США, ХДС/ХСС ФРГ, консерваторов Великобритании. Партия просуществовала менее трёх лет (до 16 декабря 1979 года), однако во многом предвосхитила будущий Национальный альянс.
Сторонники Раути сформировали крыло MSI, делавшее упор на социально-протестных акциях. Радикальные «раутианцы» ориентировались на общественные низы, особенно проблемных регионов Юга. Наибольшую поддержку они находили в среде неофашистской молодёжи.
Раскол 1977 года в очередной раз высветил изначальные противоречия различных течений фашизма. Фракция национал-демократов продолжала традицию правых националистов, примкнувших к движению Муссолини. Фракция Раути — традицию революционного национал-синдикализма. Альмиранте, подобно Муссолини, умело маневрировал между ними и интегрировал противоположные тенденции.
Общий сдвиг итальянской политики вправо в конце 1970-х способствовал стабилизации положения неофашистской партии. Однако уровень поддержки колебался в пределах 5-7 %. С начала 1980-х в качестве второго лица после Альмиранте выдвинулся лидер молодёжной организации Джанфранко Фини. MSI постепенно эволюционировала в консервативно-либеральном направлении, особенно в вопросах экономической политики. Лидер правых социалистов Беттино Кракси, возглавлявший правительство в 1983—1987 годах, делал встречные шаги. Он впервые допустил Альмиранте к правительственным консультациям. Постепенно неофашистская партия стала равноправным элементом республиканской политической системы.
В 1987 году Джорджо Альмиранте оставил партийный пост по состоянию здоровья. Его сменил Джанфранко Фини. Соперником Фини при поддержке Пино Ромуальди выступал Пино Раути. «Тандем двух Пино» предлагал радикализацию партийной политики в духе традиционного фашизма. Однако новый лидер MSI-DN продолжал консервативно-либеральный курс.
Не может быть фашистом тот, кто родился после войны.

Джорджо Альмиранте
21 мая 1988 года скончался Пино Ромуальди. 22 мая скончался Джорджо Альмиранте (похороны проводились совместно). Таким образом ушли из жизни последние лидеры итальянского неофашизма, начинавшие во времена Муссолини.

## Кризис и трансформация
Начало 1990-х годов явилось критическим временем для MSI-DN. Перестройка в СССР и быстрая эволюция ИКП в социал-демократическом направлении фактически дезавуировали угрозу коммунизма. Неофашисты потеряли свой главный козырь — антикоммунистический отпор. Последовал ряд неудач на выборах всех уровней. Единственным крупным успехом стало избрание в парламент от MSI-DN внучки Муссолини — Алессандры. В том же году неофашисты торжественно отметили 70-летие Похода на Рим.
В 1992—1993 году MSI-DN активно поддержало антикоррупционную операцию «Чистые руки» (против неофашистов не было обнаружено серьёзного компромата).
Осенью 1992 — весной 1993 Джанфранко Фини и руководитель партийной пресс-службы Франческо Стораче начали ставить вопрос о преобразовании праворадикального Итальянского социального движения в правоконсервативный Национальный альянс, где наряду с неофашистами могли бы состоять либералы и христианские демократы. 24 апреля 1993 года начался учредительный процесс Национального альянса. По замыслу его создателей, партия должна была представлять правоориентированные социальные группы, порождённые постиндустриальным развитием (т. н. «офисный слой»). Первоначально проект проявился как эффективный. Джанфранко Фини и Алессандра Муссолини вышли во второй тур выборов мэров Рима и Неаполя.
На выборах 1994 года MSI-DN выступало в союзе с движением Сильвио Берлускони Forza Italia. Партия занимала несколько более правые позиции, однако неофашизм в идеологии и пропаганде практически не проявлялся.
В Америке меня бы называли всего лишь консервативным республиканцем.

Джанфранко Фини
27 января 1995 года состоялся общенациональный конгресс MSI-DN (форум получил название «прорыв Фьюджи»). Неофашистская партия была преобразована в консервативный Национальный альянс (Alleanza Nazionale, AN). Возглавил его Джанфранко Фини. Первоначально к AN примыкала и Алессандра Муссолини. Альянс стал важной составляющей коалиции Сильвио Берлускони «Дом свободы» (Casa delle Liberta). Фини неоднократно занимал министерские посты в правительствах Берлускони.
В 2009 году Национальный альянс объединился с Forza Italia в движение «Народ свободы» (Popolo della Libertà). Впоследствии актив Альянса разошёлся по самостоятельным организациям — от праволиберальной «Будущее и свобода» (Futuro e Libertà) Джанфранко Фини до правонационалистической «Правые» (La Destra) Франческо Стораче. Алессандра Муссолини возглавила движение «Социальная альтернатива» (Azione Sociale).
Ультраправые радикалы отвергли решения съезда во Фьюджи. Они протестовали против «очернения прошлого» и подчёркивали свою связь с фашистской традицией. 3 марта 1995 года Пино Раути инициировал создание партии Fiamma Tricolore («Трёхцветное пламя»). Она является главным носителем неофашистской идеологии и праворадикальной политики в сегодняшней Италии. После Раути (скончался в 2012 году) Fiamma Tricolore до 2013 возглавлял Люка Романьоли.

## Аффилированные структуры
В партийную систему MSI и MSI-DN входили:
- женская организация (лидеры Эвелина Альберти, затем Адриана Бортоне);
- молодёжные организации — FUAN (Университетский фронт национального действия), «Молодой фронт», «Молодая Италия» (занимали более радикальные позиции, нежели партия в целом, активисты были склонны к уличным столкновениям);
- профсоюзная организация CISNAL (наиболее известные лидеры — вожак восстания Реджо-Калабрия Чиччо Франко, секретари профсоюза Джузеппе Ланди, Джованни Роберти, Иво Лаги);
- ассоциация студенческой и рабочей молодёжи (лидер Роберто Миевилле).

## Статистика партийной политики
MSI-DN одиннадцать раз принимала участие в общенациональных парламентских выборах.
Максимальная поддержка была получена в 1972 году: 8,6 % голосов в палату депутатов, 9 % в сенат. Минимальная — в 1948 году: 2 % в палату депутатов, 1 % в сенат.
Двенадцать представителей MSI и MSI-DN, прежде всего Фини и Бортоне, в 1990-х годах занимали различные министерские посты.
В 1947—1983 года более двадцати неофашистских активистов были убиты в столкновениях с коммунистами, леворадикалами и полицейскими.

## Историческая роль
Парадоксальным образом неофашистская партия сыграла позитивную роль в становлении и развитии демократических институтов Италии. Структуры MSI и MSI-DN включили правых радикалов в легальную политическую жизнь, приучили к демократическим процедурам и способствовали эволюции от экстремизма к консерватизму и даже правому либерализму. Кроме того, Итальянское социальное движение создавало важный противовес сильнейшей на Западе Итальянской коммунистической партии.
Большинство неофашистских радикалов, в том числе ряд террористов, на разных этапах своей деятельности состояли в MSI. Депутат парламента от MSI-DN, отставной офицер-десантник Сандро Саккуччи обвинялся в убийстве коммуниста Луиджи ди Розы 28 мая 1976 года. В то же время парламентские лидеры партии, особенно Альмиранте, причисляются к деятелям итальянской демократии. Так, бывший коммунист Джорджо Наполитано, президент Италии в 2006—2015 годах, говорил о лидере Итальянского социального движения:

Альмиранте противостоял антипарламентским тенденциям, демонстрировал уважение к республиканским учреждениям, делая это в своём суровом стиле. Он принадлежал к поколению лидеров, отличавшихся высоким государственным чувством.

Несмотря на острое публичное противоборство, Джорджо Альмиранте поддерживал хорошие личные отношения и тайные политические контакты с лидером итальянской компартии Энрико Берлингуэром.
С другой стороны, ультраправые экстремисты яростно ненавидели Альмиранте.

— Вы как-то в 80-х рассказывали о том, что спасли Альмиранте жизнь.

— Не считаю это заслугой. Один раз мы с товарищем сидели в автомобиле и мимо проходил Альмиранте со своими псами. Камрад хотел застрелить Альмиранте, но я этому воспрепятствовал. Позже я очень жалел об этом.

Пьерлуиджи Конкутелли